# Zim l'envahisseur et le Florpus
Pour plus de détails, voir Fiche technique et Distribution.
Zim l'envahisseur et le Florpus (Invader Zim: Enter the Florpus) est un film sud-coréen réalisé par Jung Hae-young, Park Young-kyun et Jhonen Vasquez, sorti en 2019. Il fait suite à la série d'animation Invader Zim.

## Synopsis
Lorsque Zim réapparaît soudainement après une longue absence, c'est un Dib Membrane devenu handicapé qui l'attend. Zim révèle que sa disparition faisait partie d'un plan visant à attendre que Dib ne puisse plus s'opposer à son invasion de la Terre.

## Fiche technique
- Titre : Zim l'envahisseur et le Florpus
- Titre original : Invader Zim: Enter the Florpus
- Réalisation : Jung Hae-young, Park Young-kyun et Jhonen Vasquez
- Scénario : Jhonen Vasquez, Jhonen Vasquez, Breehn Burns et Eric Trueheart
- Musique : Kevin Manthei
- Montage : Jonathan Sims
- Production : Joann Estoesta
- Société de production : CJ Entertainment, Taewon Entertainment, Sega Sammy Entertainment, Sidus Corp., SBS Contents Hub et Paramount Pictures
- Société de distribution : Paramount Pictures
- Pays :  Corée du Sud et  États-Unis
- Genre :  Animation, action, comédie, science-fiction
- Durée : 71 minutes
- Dates de sortie : 
  - Netflix : 16 août 2019

## Doublage

### Voix originales
- Richard Steven Horvitz : Zim
- Rikki Simons : GIR (Zut en VF) / Bloaty
- Andy Berman : Dib (Fred en VF) Membrane
- Melissa Fahn : Gaz (Zoe en VF) Membrane
- Rodger Bumpass : Professeur Membrane
- Jhonen Vasquez : Clembrane, l'ordinateur de Zim, Minimoose, Schmoopsy

### Voix françaises
- Pierre-François Pistorio : Zim
- Benoît Du Pac : Zut
- Bruno Méyère : Fred Membrane
- Camille Donda : Zoe Membrane
- Martial Le Minoux : le professeur Membrane
- Bruno Magne : l'ordinateur de Zim, Mini-élan
- Grégory Laisné : Fourno 3000
- Stéphane Ronchewski : Grandeur violette
- Stéphane Pouplard : Grandeur rouge
- Adeline Germaneau : Mère
- Armelle Gallaud : Navette
- Stanislas Forlani : l'hôte du jour de la paix

- Version française
  - Studio de doublage : Titrafilm
  - Direction artistique : Stanislas Forlani (dialogues), Élodie Costan (chants)
  - Adaptation : Thierry Renucci

## Distinctions
Le film a été nommé à l'Annie Award du meilleur doubleur pour Richard Steven Horvitz, au Daytime Emmy Award du meilleur montage son pour un programme animé et au Golden Reel Award du meilleur montage son pour un long métrage d'animation hors cinéma.